# День незалежності Молдови
День незалежності Республіки Молдова (рум. Ziua Independenţei) — національне свято Республіки Молдова, яким відзначається ухвалення Декларації про незалежність. Офіційне державне свято і вихідний день.

## Історія

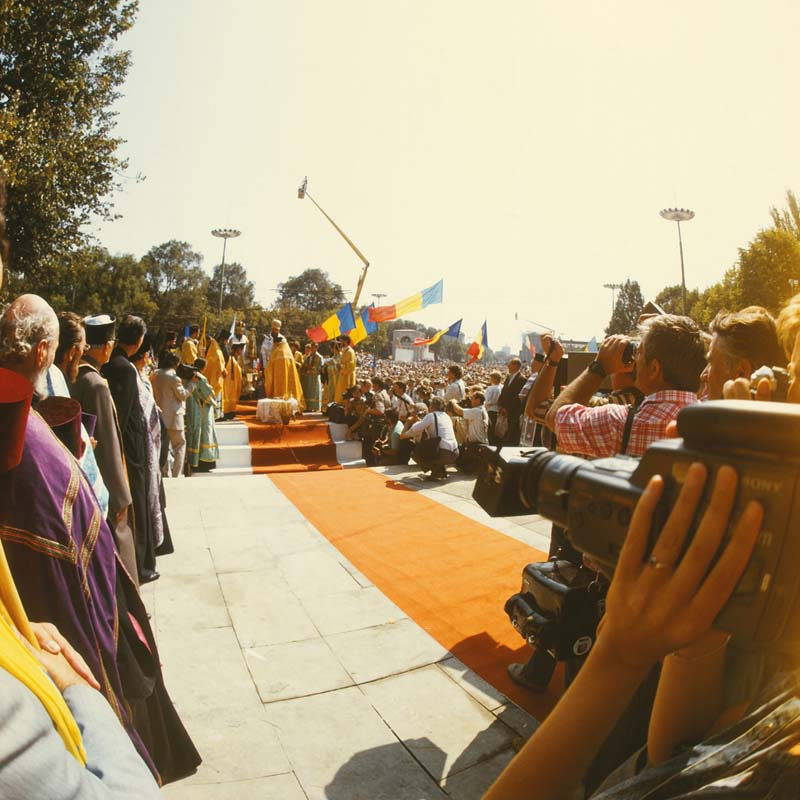
День незалежності у 1989

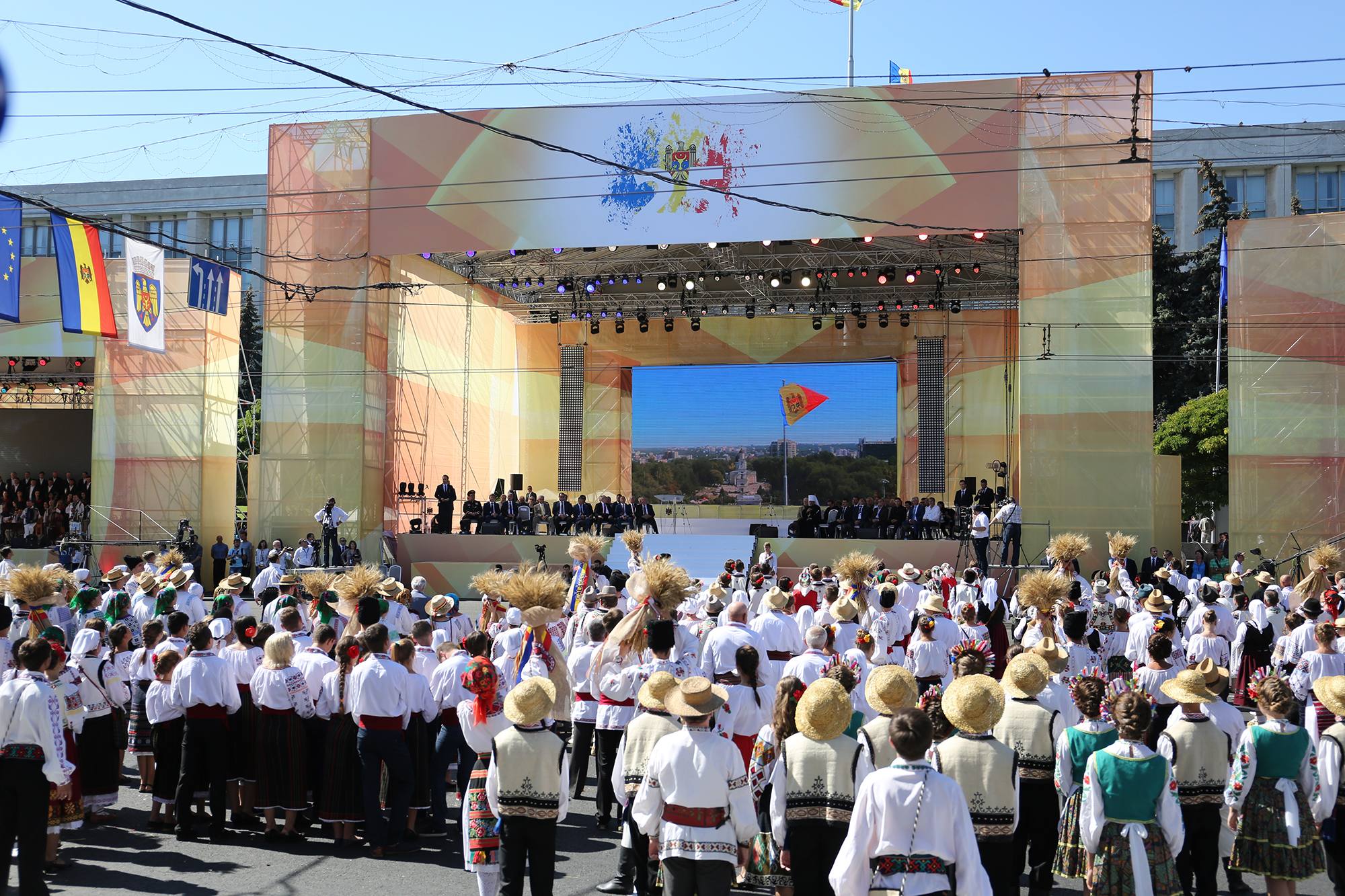
День незалежності у 2016

27 серпня 1991 року в Молдавській РСР було скликано Великі національні збори, в результаті яких Парламент проголосував за ухвалення Декларації про незалежність. Через декілька годин після прийняття документа незалежність Молдови визнала Румунія.
У грудні 1991 року, після підписання Біловезьких угод і розпаду СРСР, нову державу — Республіку Молдову — визнали кілька десятків держав, у тому числі США, Туреччина, Франція, Німеччина, а потім Україна, Росія та інші країни новоутвореної Співдружності незалежних держав (СНД). Офіційний Кишинів увійшов до СНД пізніше. У 1992 році Республіку Молдову прийняли в ООН, а потім у НБСЄ (ОБСЄ), Раду Європи, Організацію чорноморського економічного співробітництва, СОТ.

## Святкування
Цього дня Президент Республіки Молдова звертається з вітальною промовою до нації. У столиці країни — Кишиневі та інших містах республіки проходять різні святкові заходи. У Кишиневі урочистості проходять на площі Великих національних зборів.
У день святкування річниці проголошення незалежності Республіки Молдови патріотичні організації проводять урочистий молебень, присвячений пам'яті жертв придністровського конфлікту. На центральній площі Кишинева покладаються квіти до пам'ятника молдавському політику 15 століття і, як вважається, найвидатнішому історичному діячеві в історії Молдови — Штефану чел Маре — і Меморіалу військової слави. На площі Великих Національних зборів проходить урочистий мітинг, присвячений Дню незалежності Республіки Молдови. Після закінчення мітингу і офіційної частини урочистостей молдован і гостей столиці чекають різні культурно-патріотичні та розважальні заходи. Завершує День незалежності святковий салют.